# Zamek w Silves
Zamek w Silves (port: Castelo de Silves) – zamek w Silves w portugalskim Algarve. Uważa się, że pierwsze fortyfikacje zbudowano na prawdopodobnym luzytańskim castro, przez Rzymian lub Wizygotów. W okresie od VIII do XIII wieku zamek został zajęty przez Maurów, którzy go rozbudowali, co czyni go jednym z najlepiej zachowanych mauretańskich fortyfikacji w Portugalii. 
Zamek jest klasyfikowany jako Pomnik Narodowy od 1910. 